# 송정빈
송정빈(1986년~)은 대한민국의 남자 국립발레단에 소속되어있는 발레 무용수이다.

## 학력
- 한국예술종합학교 무용원 실기과 예술사 (졸업)

## 경력
- 국립발레단 그랑솔리스트
- 2008 국립발레단

## 수상
- 2009 제46회 전국신인무용콩쿠르 차석